# Renault Master
Renault Master – samochód dostawczy klasy wyższej produkowany pod francuską marką Renault od 1980 roku. Od 2024 roku produkowana jest czwarta generacja modelu.

## Pierwsza generacja

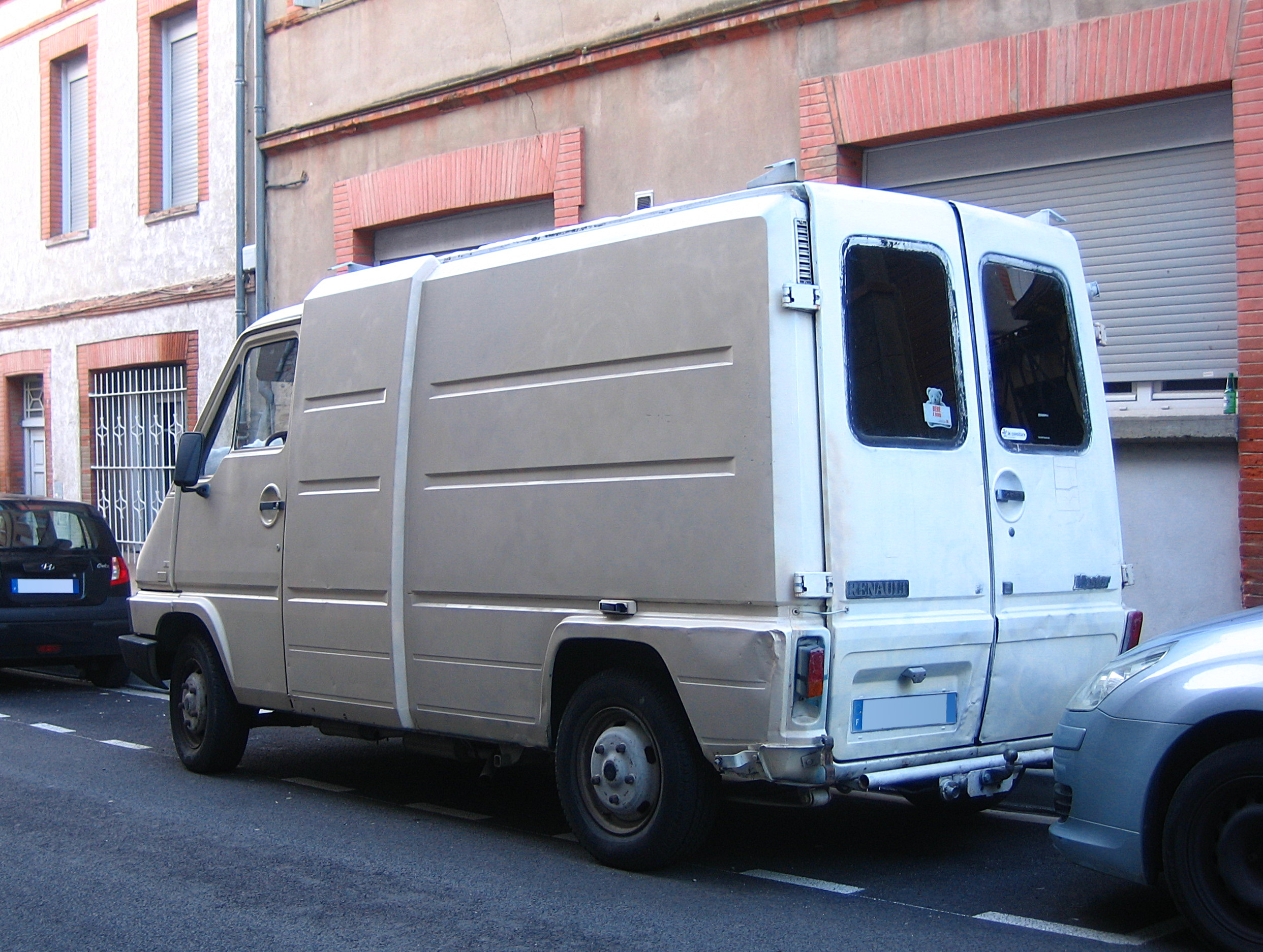
Renault Master I – tył

Renault Master I został zaprezentowany po raz pierwszy w 1980 roku.
Pierwsza wersja modelu Master weszła do produkcji w 1980 roku.  Auto miało dość charakterystyczny wygląd oraz nowatorską konstrukcję. Podobnie jak w Fiacie Ducato zastosowano w nim napęd na przednią oś, jednak wzdłużny silnik wymusił dość wysoką pozycję kierowcy w kabinie, w której znalazły się także pokrywy, umożliwiające (poza przednią maską) dostęp do niego. Dostępny był w trzech rozstawach osi (2,87 m, 3,23 m, 3,70 m) i w kilku wersjach nadwozia (furgon o pojemności 9–12,7 m³, mikrobus, ramy pod zabudowy). Master występował w czterech wersjach DMC: 2,8 t, 3,0 t, 3,1 t, 3,5 t. Zastosowano w nim dość nowoczesne jak na owe czasy silniki Diesla Fiat-SOFIM (później Iveco-SOFIM, a obecnie Iveco) o pojemności 2,4 dm³ z pośrednim wtryskiem paliwa (o mocy maksymalnej 72 KM) oraz silniki Renault z rodziny Dourvin: wysokoprężny 2,1 dm³ (61 KM), benzynowy 2,0 (80 KM) i 2,2 dm³ (90 KM). Po pewnym czasie do produkcji wszedł Master w wersjach B90 i B110. Nowe wersje Mastera posiadały napęd na tylną oś lub napęd na cztery koła (później zmieniono nazwę tych wersji z Master na Messenger).
W 1989 roku silnik 2,4 dm³ został zastąpiony przez nieco większą jednostkę o pojemności 2,5 dm³ produkcji Iveco-SOFIM. Nowy silnik dostępny był w Masterze w kilku wersjach mocy maksymalnej. Wolnossący o mocy 75 KM i turbo o mocy 88 KM. W 1990 roku podniesiono moc wersji wysokoprężnej z turbodoładowaniem do 94 KM. W wersjach B90/B110 występował silnik 2,5 dm³ z turbosprężarką o mocy podniesionej do 106 KM.
W 1994 roku przeprowadzono ostatni facelifting Mastera. Od tego roku były dostępne silniki: wysokoprężny wolnossący Renault 2,1 dm³ (64 KM), wysokoprężne Iveco 2,5 dm³ w wersji wolnossącej (75 KM) i turbo (94 KM) oraz benzynowy Renault (90 KM).

### Silniki
- Benzynowe

| Silnik | Producent | Pojemność skokowa [cm³] | Moc maksymalna [KM] ([kW]) przy obr./min | Maks. moment obrotowy [Nm] przy obr./min | Układ i liczba cylindrów | Układ rozrządu/ liczba zaworów |
| ------ | --------- | ----------------------- | ---------------------------------------- | ---------------------------------------- | ------------------------ | ------------------------------ |
| 2,2    | Renault   | 2165                    | 90 (66)/4800                             | 161/2900                                 | R4                       | OHC/8                          |

- Diesla

| Silnik | Producent   | Pojemność skokowa [cm³] | Moc maksymalna [KM] ([kW]) przy obr./min | Maks. moment obrotowy [Nm] przy obr./min | Układ i liczba cylindrów | Układ rozrządu/ liczba zaworów |
| ------ | ----------- | ----------------------- | ---------------------------------------- | ---------------------------------------- | ------------------------ | ------------------------------ |
| 2,1 D  | Renault     | 2068                    | 61 (44)/4000                             | 118/2000                                 | R4                       | OHC/8                          |
| 2,4 D  | Iveco Sofim | 2445                    | 71 (52)/4200                             | 150/2200                                 | R4                       | OHC/8                          |
| 2,5 D  | Iveco Sofim | 2499                    | 75 (55)/4200                             | 162/2200                                 | R4                       | OHC/8                          |
| 2,5 TD | Iveco Sofim | 2499                    | 88 (65)/3800                             | 200/2200                                 | R4                       | OHC/8                          |
| 2,5 TD | Iveco Sofim | 2499                    | 94 (69)/3800                             | 205/2200                                 | R4                       | OHC/8                          |

## Druga generacja

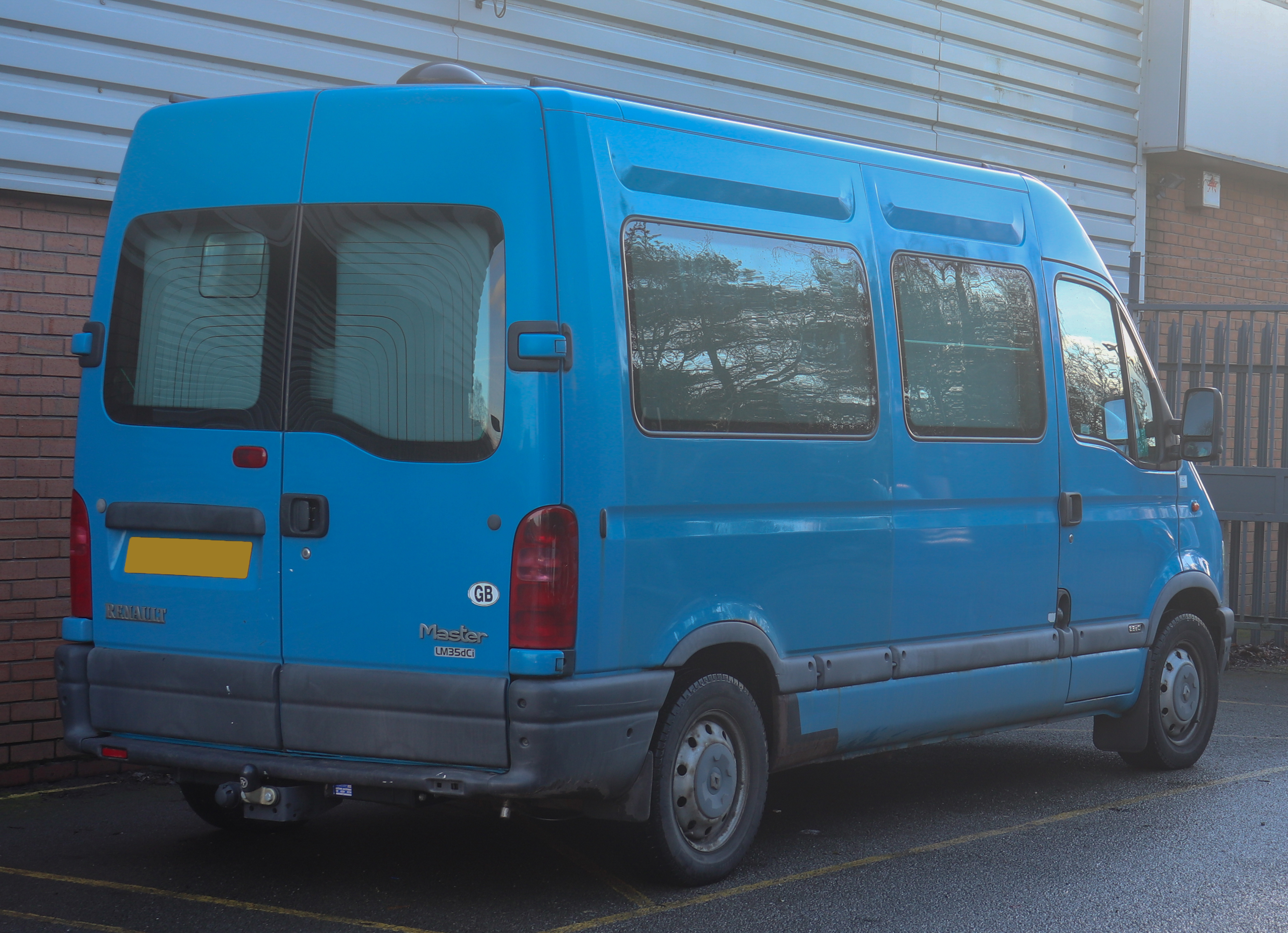
Renault Master II – tył

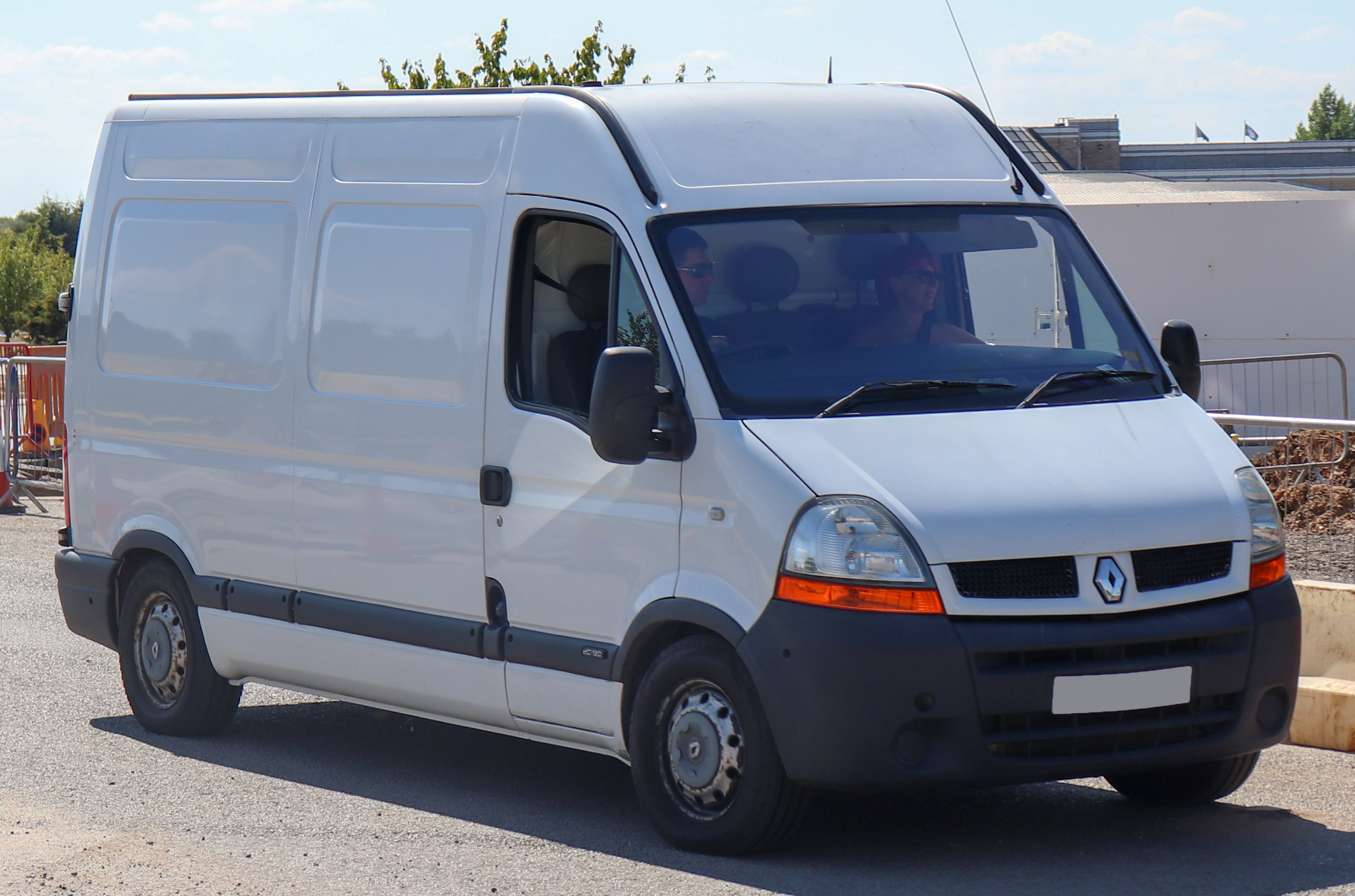
Renault Master II po liftingu

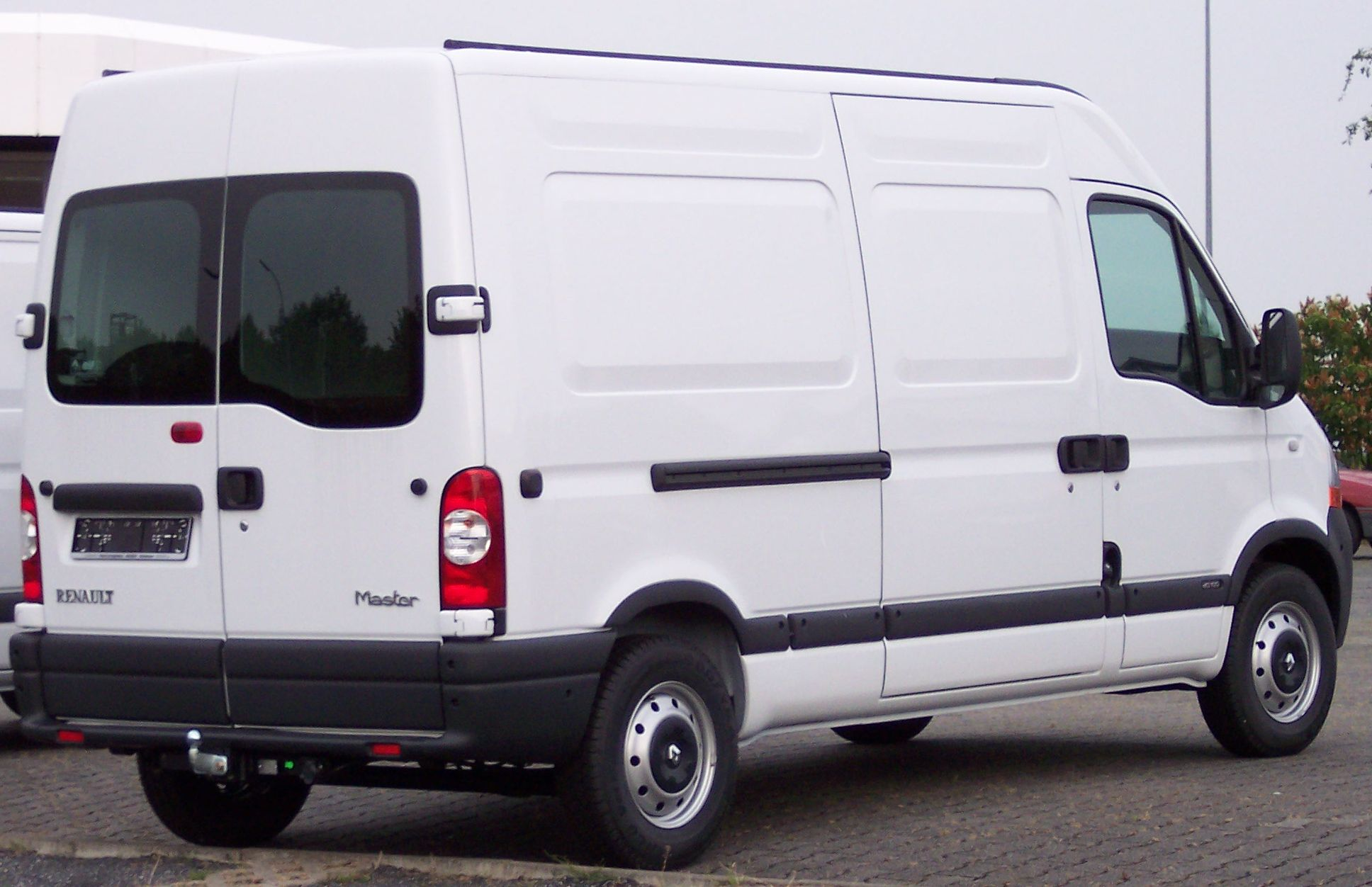
Renault Master II – tył po liftingu

Renault Master II został zaprezentowany po raz pierwszy w 1997 roku.
Prace nad drugą generacją Renault Master rozpoczęły się już w 1987 roku, ale ze względu na wysokie koszty projektowania prace przerwano. W 1989 roku Renault doszedł do porozumienia z DAFem i prace ruszyły na nowo. Po bankructwie DAFa w 1993 roku koncern Renault przejął w całości proces projektowania na siebie. W 1995 roku koncern Renault podpisał umowę z Iveco o wspólnej produkcji kabin dla nowych modeli Mastera, Mascotta i Daily III. Ze względu na rosnące koszty projektu postanowiono poszukać partnera, ostatecznie został nim w 1996 roku General Motors. Z nowym partnerem zawarto porozumienie, w którym uzgodniono, że dostawcze modele Renault będą sprzedawane w sieci GM pod markami Opel i Vauxhall. Pierwszym dostawczym modelem Renault sprzedawanym w sieci GM był Trafic pierwszej generacji, który występował pod nazwą Opel/Vauxhall Arena. W końcu dokończono projekt i nowy Master został zaprezentowany w 1997 roku. Podczas prezentacji oraz pierwszych testów Renault Master zebrał sporo pozytywnych opinii, miały one swoje odzwierciedlenie w tytule Samochód Dostawczy Roku 1998 (Van of the year 1998).
Od początku Master oferowany był w kilku wersjach zabudowy: furgon (pojemność 8–13,9 m³), kombi (6-9 miejsc), mikrobus (fabryczne 16-osobowe wersje), platforma do zabudowy i rama do zabudowy (z pojedynczą, lub z podwójną kabiną). Początkowo Master dostępny był z silnikami 2.5 D i 2.8 dTi, nieco później dołączył do nich silnik 1.9 dTi. Na etapie projektowania zatroszczono się także o ekologię, dzięki czemu prawie 90% materiałów wykorzystywanych przy produkcji Mastera może zostać ponownie przetworzone.
W latach 2000–2001 wprowadzono do produkcji nowe silniki dCi z wtryskiem Common rail, które zastąpiły starsze jednostki. Motor 1.9 dTi został zmieniony przez silnik 1.9 dCi. Silnik 2.5 D został zastąpiony przez 2.2 dCi, a 2.8 dTi przez 2.5 dCi (115 KM).
Renault Master w 2003 roku doczekał się dużego face liftingu. Przeprojektowano całkowicie przednią ścianę nadwozia i wnętrze auta. Do napędu zmodernizowanego Mastera posłużyły jednostki 2.2 dCi i 2.5 dCi (115 KM). W kolejnych latach zmieniono także paletę silników. Silnik 2.2 dCi został wycofany i zastąpiony przez jednostkę 2.5 dCi o mocy maksymalnej 100 KM. Największą nowością był jednak silnik 3.0 dCi konstrukcji Nissana. W późniejszych latach silnik 3.0 dCi został zastąpiony jednostką 2.5 dCi o mocy maksymalnej 145 KM, a wersja 2.5 dCi 115 KM została wzmocniona do 120 KM.
Pod koniec produkcji Master sprzedawany był tylko z silnikami 2.5 dCi w trzech wariantach mocy maksymalnej: 100 KM, 120 KM, 145 KM.
Po połączeniu Renault i Nissana do sieci sprzedaży japońskiej marki trafił Renault Master, który był w niej sprzedawany jako Nissan Interstar.
W niektórych sieciach sprzedaży pod nazwą Renault Master Maxi był sprzedawany Renault Mascott.
Renault Master oraz jego bliźniacze wersje produkowane były w Batilly we Francji przez firmę „Sovab” należącą do grupy Renault.

### Silniki
- Diesla

| Silnik  | Producent   | Pojemność skokowa [cm³] | Moc maksymalna [KM] ([kW]) przy obr./min | Maks. moment obrotowy [Nm] przy obr./min | Układ i liczba cylindrów | Układ rozrządu/ liczba zaworów |
| ------- | ----------- | ----------------------- | ---------------------------------------- | ---------------------------------------- | ------------------------ | ------------------------------ |
| 1,9 dTi | Renault     | 1870                    | 80 (59)/3500                             | 170/2000                                 | R4                       | OHC/8                          |
| 1,9 dCi | Renault     | 1870                    | 82 (60)/3500                             | 200/2000                                 | R4                       | OHC/8                          |
| 2,2 dCi | Renault     | 2188                    | 90 (66)/3650                             | 260/1750                                 | R4                       | DOHC/16                        |
| 2,5 D   | Iveco Sofim | 2499                    | 80 (59)/4000                             | 155/2200                                 | R4                       | OHC/8                          |
| 2,8 dTi | Iveco Sofim | 2799                    | 115 (84)/3600                            | 260/1800                                 | R4                       | OHC/8                          |
| 2,5 dCi | Renault     | 2464                    | 100 (74)/3500                            | 260/1500                                 | R4                       | DOHC/16                        |
| 2,5 dCi | Renault     | 2464                    | 115 (84)/3500                            | 290/1600                                 | R4                       | DOHC/16                        |
| 2,5 dCi | Renault     | 2464                    | 120 (88)/3500                            | 300/1500                                 | R4                       | DOHC/16                        |
| 2,5 dCi | Renault     | 2464                    | 145 (107)/3500                           | 320/1500                                 | R4                       | DOHC/16                        |
| 3,0 dCi | Nissan      | 2953                    | 136 (100)/3600                           | 320/1800                                 | R4                       | DOHC/16                        |

## Trzecia generacja

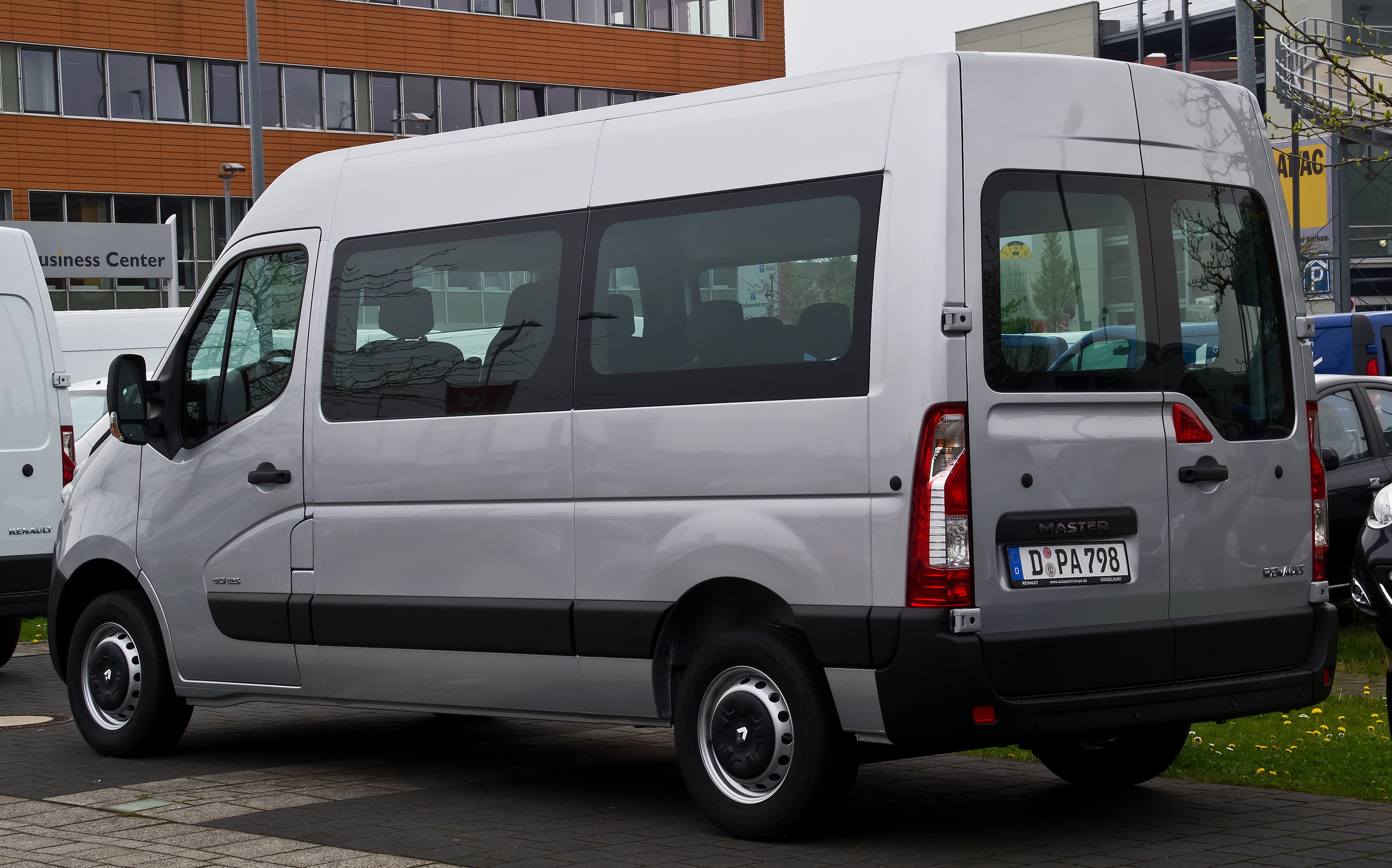
Renault Master III – tył

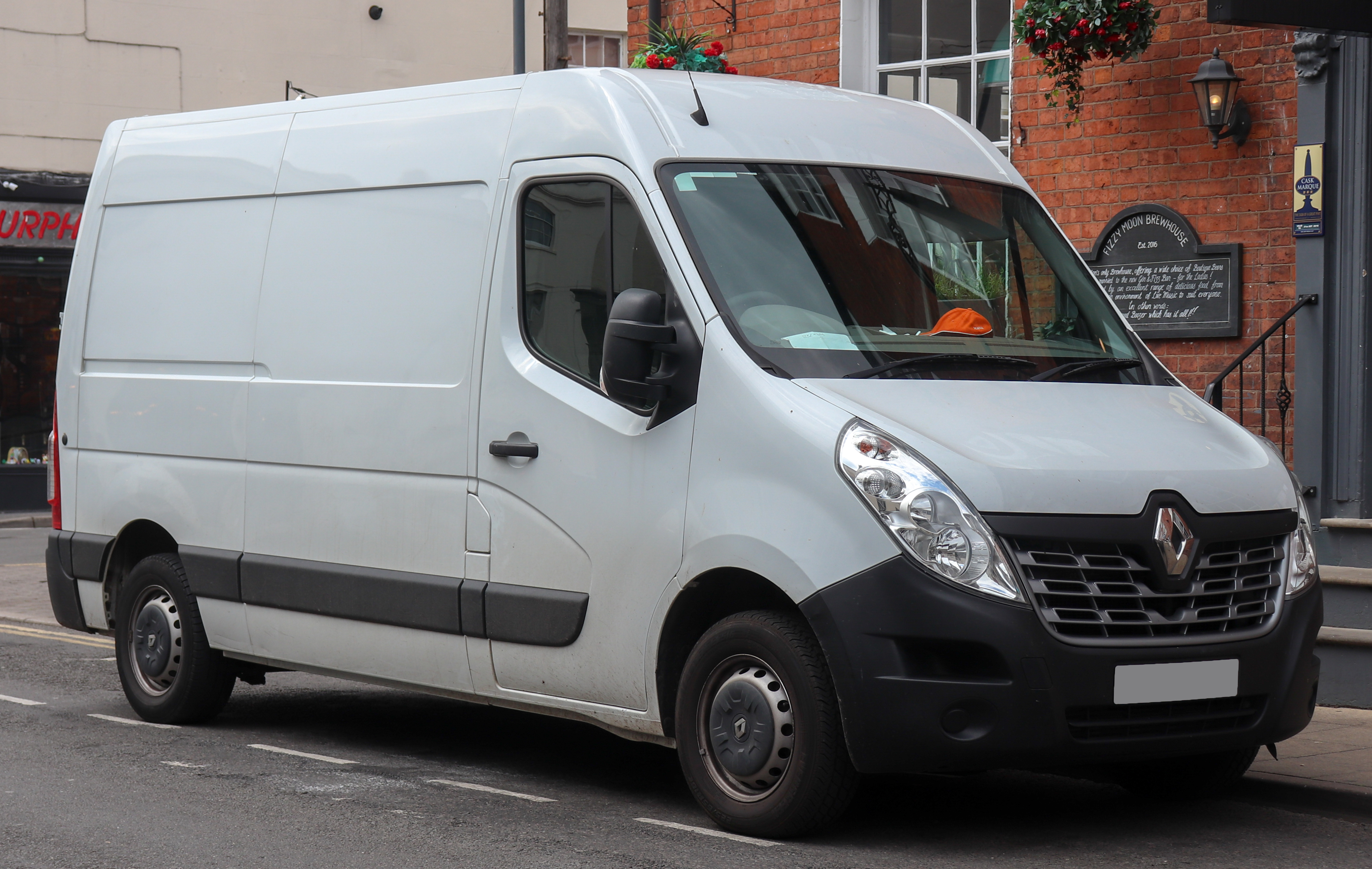
Renault Master III po liftingu w 2014 roku

Renault Master III został zaprezentowany po raz pierwszy w 2010 roku.
Auto ma nowoczesny design nadwozia oraz bardzo dobre własności przewozowe. W wersjach z napędem tylnej osi zastosowano wzmocnioną konstrukcję. Podobnie, jak w pierwszej generacji Mastera, noszą one nazwę Propulsion (przednionapędowe nosiły nazwę Traction, obecnie jest to po prostu Master). Dotychczasowe warianty DMC 2,8 t, 3,3 t i 3,5 t uzupełnia wersja 4,5 t. Wersja 3,5 t jest produkowana z napędem na przednią bądź tylną oś (ogumienie pojedyncze lub bliźniacze), natomiast wersja 4,5 t występuje tylko z napędem tylnej osi (ogumienie bliźniacze). Do napędu auta służy nowy silnik dCi o pojemności 2,3 litra i w trzech wariantach mocy: 100, 125, 145 KM.
W 2014 roku auto przeszło delikatny lifting, w nomenklaturze Renault „Faza 2”. Z zewnątrz pojazd po liftingu wyróżnia się jedynie zmodernizowaną atrapą chłodnicy. W pojeździe zmieniono m.in. silniki, które wyposażone mogą być w jedną lub dwie turbosprężarki. Listę wyposażenia standardowego wzbogacono o układ ESC wspomagany przez Hill Start Assist oraz szerokokątne prawe lusterko zewnętrzne likwidujące martwy punkt. Nowością w ofercie były wersje silnikowe Stop&Start (z jedną turbosprężarką) oraz Energy (z dwoma turbosprężarkami), które posiadały układ automatycznego wyłączania silnika podczas krótkiego postoju, a następnie jego uruchamiania podczas ruszania.
Renault Master w niektórych krajach dostępny jest także w sieci sprzedaży Renault Trucks, która należy do Volvo Trucks.

### Facelifting

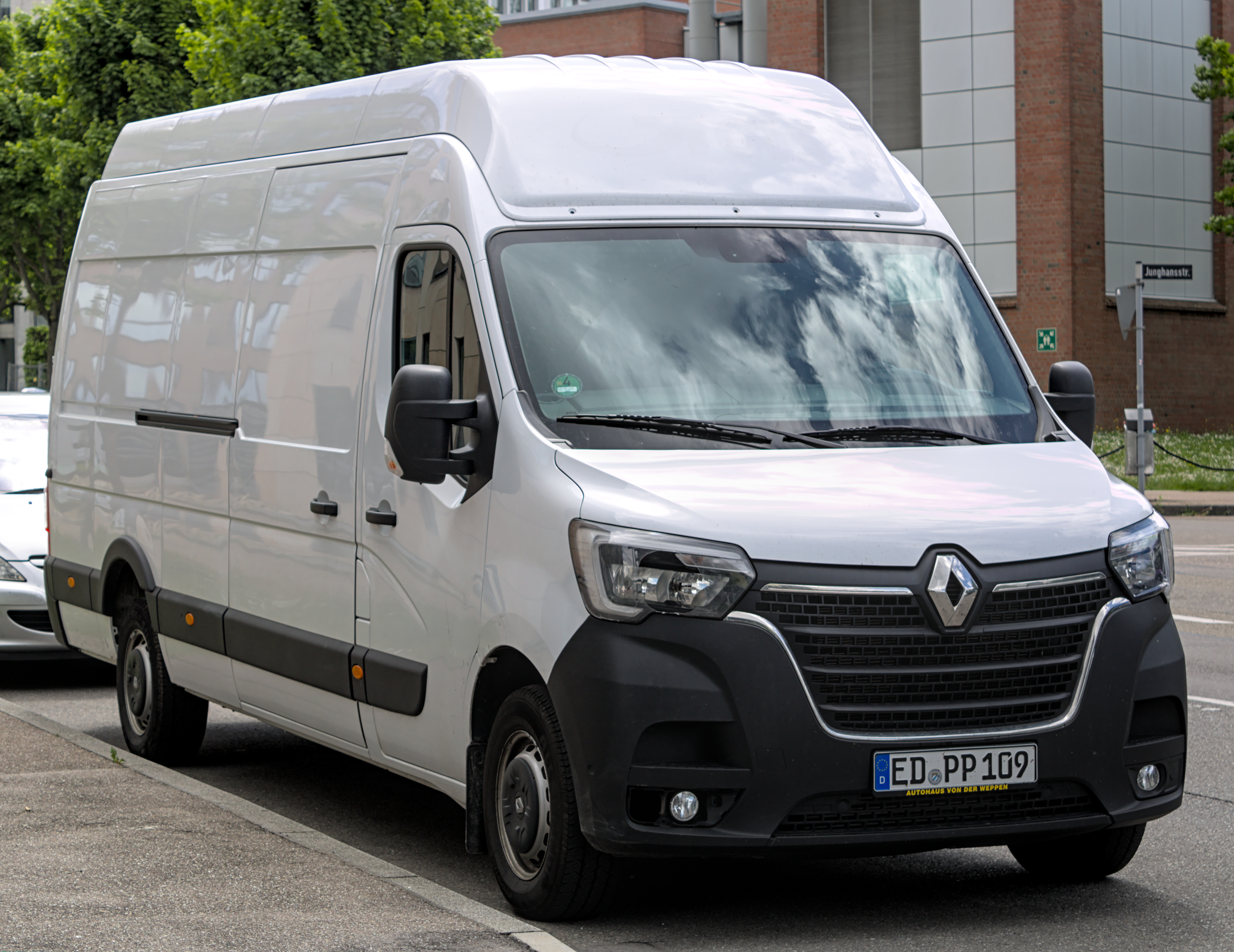
Renault Master III po liftingu w 2020 roku

W kwietniu 2019 roku Renault przedstawiło głęboko zmodernizowaną wersję Mastera, oznaczonego w nomenklaturze Renault „Faza 3”. Samochód zyskał nową linię przodu oraz całkowicie nowe wnętrze, natomiast w skład wyposażenia weszły między innymi system asystujący kierowcę podczas jazdy przy silnych podmuchach wiatru. Istotną nowością była także wzmocniona jednostka napędowa – dCi 180. Wprowadzono także do sprzedaży wersję z napędem 4x4 stworzoną w oparciu o wersję z tylnym napędem. Wszystkie silniki wyposażone są w dwie turbosprężarki oraz katalizator SCR z wtryskiem AdBlue

### Silniki

#### Do 2014 roku
- Diesla Euro 5[6]

| Silnik  | Producent | Pojemność skokowa [cm³] | Moc maksymalna [KM] ([kW]) przy obr./min | Maks. moment obrotowy [Nm] przy obr./min | Układ i liczba cylindrów | Układ rozrządu/ liczba zaworów |
| ------- | --------- | ----------------------- | ---------------------------------------- | ---------------------------------------- | ------------------------ | ------------------------------ |
| dCi 100 | Renault   | 2299                    | 100 (74)/3500                            | 285/1250–2000                            | R4                       | DOHC/16                        |
| dCi 125 | Renault   | 2299                    | 125 (92)/3500                            | 310/1250–2500                            | R4                       | DOHC/16                        |
| dCi 150 | Renault   | 2299                    | 145 (107)/3500                           | 350/1500–2750                            | R4                       | DOHC/16                        |

dCi 100 tylko z manualną skrzynią biegów

dCi 125 i dCi 150 występują ze skrzynią manualną i zautomatyzowaną

Wszystkie wersje silnikowe dostępne z napędem przednim i tylnym.

#### Do 2018 roku
- Diesla[7][8] Euro 6

| Silnik         | Producent | Pojemność skokowa [cm³] | Moc maksymalna [KM] ([kW]) przy obr./min | Maks. moment obrotowy [Nm] przy obr./min | Układ i liczba cylindrów | Układ rozrządu/ liczba zaworów |
| -------------- | --------- | ----------------------- | ---------------------------------------- | ---------------------------------------- | ------------------------ | ------------------------------ |
| dCi 110        | Renault   | 2299                    | 110 (81)/3500                            | 285/1500                                 | R4                       | DOHC/16                        |
| dCi 125        | Renault   | 2299                    | 125 (92)/3500                            | 310/1500                                 | R4                       | DOHC/16                        |
| Energy dCi 135 | Renault   | 2299                    | 135 (100)/3500                           | 340/1500-2500                            | R4                       | DOHC/16                        |
| dCi 150        | Renault   | 2299                    | 150 (110)/3500                           | 350/1500                                 | R4                       | DOHC/16                        |
| Energy dCi 165 | Renault   | 2299                    | 165 (120)/3500                           | 360/1500-3000                            | R4                       | DOHC/16                        |

dCi 110 tylko z przednim napędem

dCi 110, dCi 135, dCi 165 tylko manualna skrzynia biegów

dCi 125 skrzynia manualna i zautomatyzowana

dCi 150 tylko skrzynia zautomatyzowana

#### Do 2019 roku
- Diesla[9] Euro 6d Temp

| Silnik          | Producent | Pojemność skokowa [cm³] | Moc maksymalna [KM] ([kW]) przy obr./min | Maks. moment obrotowy [Nm] przy obr./min | Układ i liczba cylindrów | Układ rozrządu/ liczba zaworów |
| --------------- | --------- | ----------------------- | ---------------------------------------- | ---------------------------------------- | ------------------------ | ------------------------------ |
| dCi 110         | Renault   | 2299                    | 110 (81)/3500                            | 290/1500                                 | R4                       | DOHC/16                        |
| dCi 130         | Renault   | 2299                    | 130 (96)/3500                            | 320/1500                                 | R4                       | DOHC/16                        |
| dCi 130 BiTurbo | Renault   | 2299                    | 130 (96)/3500                            | 330/1500                                 | R4                       | DOHC/16                        |
| Energy dCi 145  | Renault   | 2299                    | 145 (107)/3500                           | 360/1500-2500                            | R4                       | DOHC/16                        |
| Energy dCi 165  | Renault   | 2299                    | 165 (120)/3500                           | 380/1500-3000                            | R4                       | DOHC/16                        |
| Energy dCi 170  | Renault   | 2299                    | 170 (125)/3500                           | 380/1500-2750                            | R4                       | DOHC/16                        |

dCi 110, dCi 170 tylko z przednim napędem

dCi 110, dCi 130, dCi 145, dCi 165 tylko manualna skrzynia biegów

dCi 170 skrzynia manualna i zautomatyzowana

#### Od 2019 roku
- Diesla dostępne tylko w wersji po liftingu „Faza 3”[5] Euro 6d Final

| Silnik         | Producent | Pojemność skokowa [cm³] | Moc maksymalna [KM] ([kW]) przy obr./min | Maks. moment obrotowy [Nm] przy obr./min | Układ i liczba cylindrów | Układ rozrządu/ liczba zaworów | Przyśpieszenie 0-100 km/h [s] | Prędkość maksymalna [km/h] |
| -------------- | --------- | ----------------------- | ---------------------------------------- | ---------------------------------------- | ------------------------ | ------------------------------ | ----------------------------- | -------------------------- |
| dCi 130        | Renault   | 2299                    | 130 (96)/3500                            | 330/1500                                 | R4                       | DOHC/16                        | 17,1                          | 144                        |
| dCi 135        | Renault   | 2299                    | 135 (100)/3500                           | 360/1500-2500                            | R4                       | DOHC/16                        | 13,5                          | 148                        |
| Energy dCi 145 | Renault   | 2299                    | 145 (107)/3500                           | 360/1500-2500                            | R4                       | DOHC/16                        | 12 (16,4)                     | 154 (149)                  |
| Energy dCi 150 | Renault   | 2299                    | 150 (110)/3500                           | 385/1500-2500                            | R4                       | DOHC/16                        | 12,1                          | 152                        |
| Energy dCi 165 | Renault   | 2299                    | 165 (120)/3500                           | 380/1500-3000                            | R4                       | DOHC/16                        | 11,4 (14,7)                   | 160 (155)                  |
| Energy dCi 180 | Renault   | 2299                    | 180 (132)/3500                           | 400/1500-3000                            | R4                       | DOHC/16                        | 11,3                          | 163                        |

Dane dotyczące przyśpieszenia oraz prędkości maksymalnej, dla furgonów w wersji L1H1 z przednim napędem i L3H2 w wersji z tylnym napędem, w nawiasach wartości dla aut skrzyniowych z tylnym napędem.

dCi 135, dCi 150, dCi 180 tylko z przednim napędem

dCi 130, dCi 145, dCi 165 tylko z tylnym napędem

dCi 130, dCi 135, dCi 145, dCi 165 tylko manualna skrzynia biegów

dCi 150, dCi 180 skrzynia manualna i zautomatyzowana

## Czwarta generacja

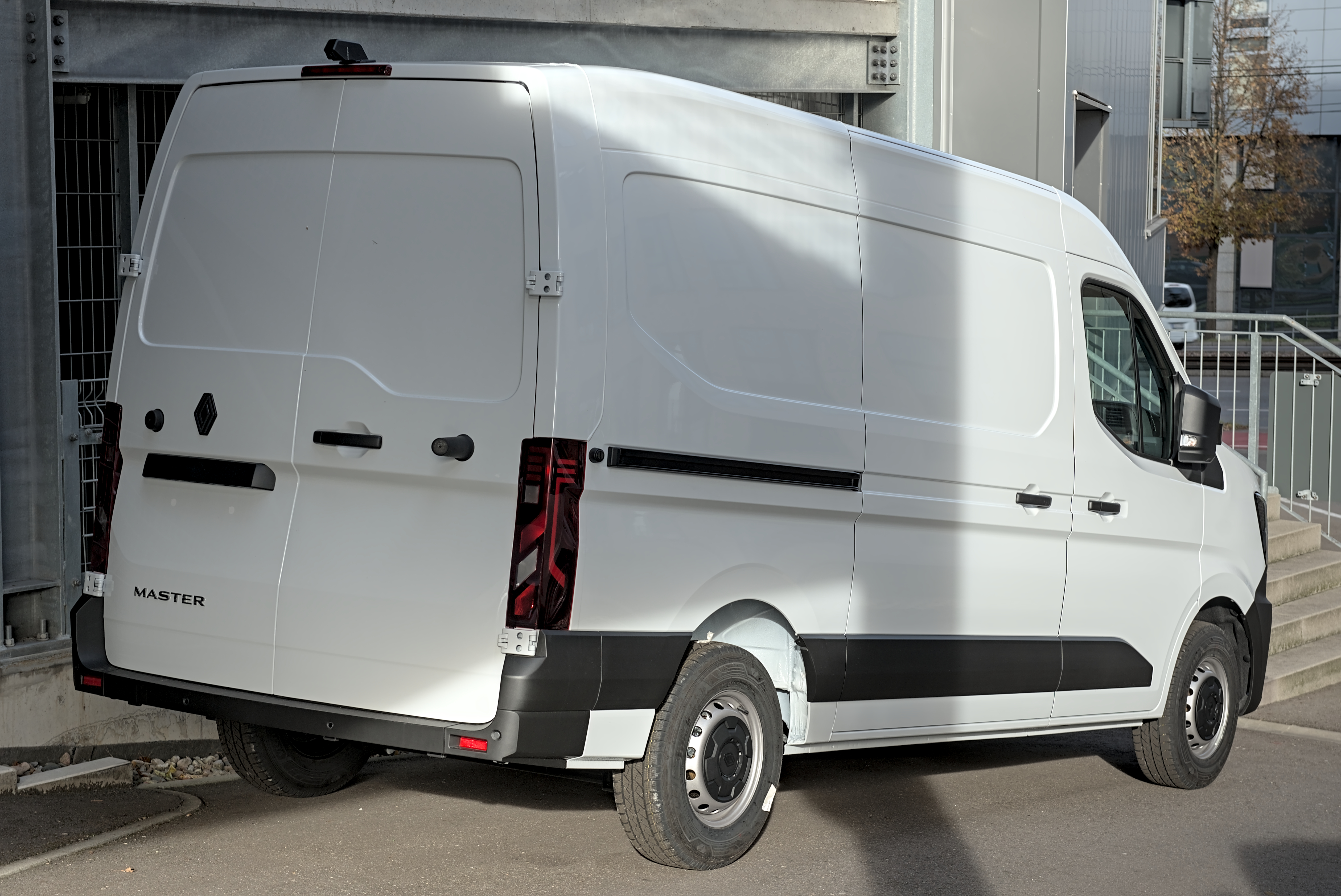
Renault Master IV – tył

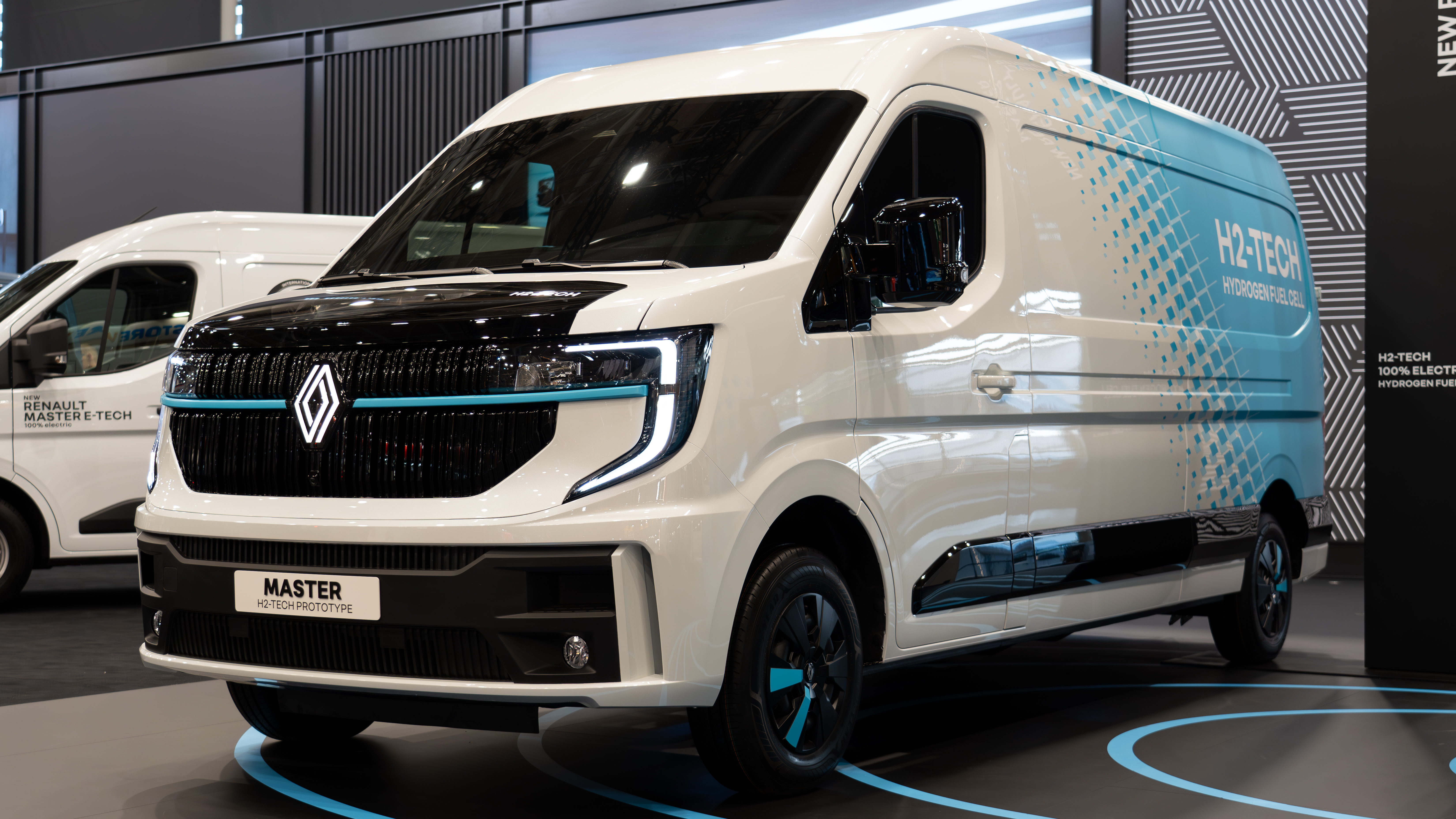
Renault Master H2-Tech Prototype

Renault Master IV został zaprezentowany po raz pierwszy 21 listopada 2023 roku w targach Solutrans w Lyonie. 
Samochód powstał na „multienergetycznej” platformie dostosowanej do silników diesla i napędu elektrycznego. W planach też jest wprowadzenie wariantu wodorowego. Jest nieco krótszy, ale dużo zwrotniejszy od poprzednika (ma przeprojektowaną przednią oś, dzięki której 
zmniejszono średnicę zawracania aż o 1,5 m). Nowa generacja została wyposażona w gadżety podnoszące komfort pracy. Będzie też oferowana z silnikami diesla (105-170 KM) lub napędem elektrycznym (130-143 KM) o zasięgu przekraczającym 410 km. Nowy model trafił do salonów wiosną 2024 roku.
Nowy Renault Master 2024 przynosi szereg nowości w porównaniu do poprzednika, w tym odświeżony design, bardziej aerodynamiczną sylwetkę, nową deskę rozdzielczą z systemem multimedialnym OpenR Link, a także szerszą gamę silników Diesla i opcji elektrycznych. Zastosowano również innowacyjne rozwiązania, takie jak aktywny układ hamulcowy wspomagany elektrycznie i większą zwrotność.
Renault Master E-Tech to w pełni elektryczna wersja modelu Master, charakteryzująca się m.in. dużą ładownością, zasięgiem do 460 km, i możliwością holowania przyczepy do 2,5 t. Dodatkowo, oferuje ona cichą pracę silnika, zaawansowane systemy wspomagania jazdy oraz cyfrowy wyświetlacz wskaźników i 10,1-calowy ekran multimedialny z usługami Google.

### Wyposażenie
- Master Advance
- Master Extra
- Master Red EDITION

W bazowej wersji wyposażenia Master Advance znalazł się m.in. 3,5-calowy cyfrowy zestaw wskaźników TFT, tylne drzwi otwierane pod kątem 180°, 16-calowe stalowe koła, światła do jazdy dziennej LED w kształcie litery C, manualną klimatyzację, 6-kierunkowo regulowany fotel kierowcy z podłokietnikiem i regulacją lędźwiową, elektrycznie sterowane i podgrzewane lusterka, system multimedialny openR link z 10-calowym ekranem, a także bogaty pakiet systemów bezpieczeństwa i wspomagania, takich jak: aktywne hamowanie awaryjne z wykrywaniem pieszych i rowerzystów, rozpoznawanie znaków drogowych z funkcją zapobiegania nadmiernej prędkości, asystent pasa ruchu, system extended grip, wspomaganie ruszania na wzniesieniu, tempomat, czujniki parkowania tyłem oraz automatyczne reflektory i wycieraczki.

### Silniki
| Silnik       | Producent | Pojemność skokowa [cm³] | Moc maksymalna [KM] ([kW]) przy obr./min | Maks. moment obrotowy [Nm] przy obr./min | Układ i liczba cylindrów | Układ rozrządu/ liczba zaworów | Przyśpieszenie 0-100 km/h [s] | Prędkość maksymalna [km/h] | Spalanie średnio (l/100km) | Emisja CO 2 (g/km)    |
| ------------ | --------- | ----------------------- | ---------------------------------------- | ---------------------------------------- | ------------------------ | ------------------------------ | ----------------------------- | -------------------------- | -------------------------- | --------------------- |
| Blue dCi 105 | Renault   | 1997                    | 105(77)                                  | 330/1500                                 | R4                       | DOHC/16                        | 19,8                          | 150                        | 7,3 - 7,4                  | 192 - 193             |
| Blue dCi 130 | Renault   | 1997                    | 130(96)                                  | 350/1500                                 | R4                       | DOHC/16                        | 16,5                          | 162                        | 7,4 - 7,6                  | 194 - 199             |
| Blue dCi 150 | Renault   | 1997                    | 150(110)                                 | 360/1500                                 | R4                       | DOHC/16                        | 14,1                          | 160                        | 7,5 - 7,6 7,8 - 8,0 *      | 196 - 199 205 - 210 * |
| Blue dCi 170 | Renault   | 1997                    | 170(125)                                 | 380/1500                                 | R4                       | DOHC/16                        | 12,9                          | 177                        | 7,5 - 7,6 7,8 - 8,0 *      | 196 - 199 205 - 210 * |

*  z 9-biegową skrzynią automatyczną

### Silniki elektryczne
| Silnik elektryczne                      | Moc maksymalna [KM] ( [kW] ) | Przyśpieszenie 0-100 km/h (s) | Prędkość maksymalna km/h | Zużycie energii (kWh/100 km) | Maksymalny zasięg WLTP |
| E-Tech 100% electric 130 KM short range | 130(96)                      | 13,5~                         | 120                      | 25,8 - 26,0                  | 174 - 176              |
| E-Tech 100% electric 140 KM long range  | 140(105)                     | 13,5                          | 120                      | 24,5 - 25,4                  | 404 - 416              |